# Günter Katsch
Günter Katsch (* 14. Oktober 1939 in Bischofswerda; † 31. Oktober 2021 in Puchheim) war ein deutscher Historiker.

## Leben
Von 1957 bis 1962 studierte er Geschichte und Germanistik bzw. ab 1959 Klassische Philologie an der KMU Leipzig (1962 Staatsexamen als Dipl.-Historiker). Nach der Promotion 1968 zum Dr. phil. an der Philosophischen Fakultät der KMU Leipzig bei Werner Berthold und Rigobert Günther, der Facultas Docendi 1971 für Theorie und Geschichte der Geschichtswissenschaft, der Promotion B 1978 zum Dr. sc. phil. bei Werner Berthold, Hans Piazza und Walter Wimmer und der Habilitation 1991 zum Dr. phil. habil. (Urkunde zur Umwandlung von Dr. sc. phil. auf Antrag) war er von 1988 bis 1992 ordentlicher Professor für Geschichte und Theorie der Geschichtswissenschaft.

## Schriften (Auswahl)
- mit Lisa Katsch: Das Kleingartenwesen in der sowjetischen Besatzungszone und in der DDR. Leipzig 1999, OCLC 722988211.
- mit Johann B. Walz: Deutschlands Kleingärtner in drei Jahrhunderten. Zum 90. Jahrestag der Gründung des Reichsverbandes der Kleingartenvereine Deutschlands. Bonn 2011, ISBN 978-3-00-035491-5.